# 2009 au Luxembourg
Cet article présente les faits marquants de l'année 2009 au Luxembourg.

## Évènements

### Mars
- Jeudi 12 mars 2009 : le groupe audiovisuel RTL Group annonce un bénéfice net 2008 à 194 millions d'euros en baisse de 66,6 % par rapport à 2007 (563 millions €) à cause notamment d'une  perte de valeur de ses activités télévisuelles en Grande-Bretagne, où il détient la chaîne Five.

- Lundi 16 mars 2009 : promulgation de la loi légalisant l'euthanasie. Le Luxembourg devient le troisième pays de l'Union européenne à légaliser l'euthanasie, après les Pays-Bas et la Belgique. Le texte avait suscité l'opposition du grand duc, qui avait menacé de ne pas le signer en raison de ses profondes convictions catholiques. Pour contourner les réticences du monarque et éviter une crise institutionnelle majeure, le parlement luxembourgeois a dû modifier la Constitution et réduire les pouvoirs du souverain. Le souverain n'a plus comme par le passé à « sanctionner » les lois pour les valider, mais il se contente de les « promulguer », sans que cela ait valeur d'assentiment. Cette réforme a fait évoluer le Luxembourg vers une monarchie purement protocolaire, ce à quoi le grand duc lui-même aspirait.

### Avril
- Dimanche 26 avril 2009 : le Luxembourgeois Andy Schleck  (Saxo  Bank), remporte la classique cycliste belge Liège-Bastogne-Liège en   solitaire devant l'Espagnol Joaquim Rodríguez (Caisse  d'Épargne) et l'Italien Davide Rebellin  (Serramenti-Diquigiovanni).

### Mai
- Vendredi 8 mai 2009 : le premier ministre Jean-Claude Juncker se déclare particulièrement outré des déclarations « en apparence humoristiques » de certains dirigeants allemands, notamment celle du président du parti social-démocrate, Franz Müntefering, qui a récemment déclaré « qu'autrefois » l'Allemagne réglait ses problèmes avec ses voisins en y envoyant ses soldats, « mais que cela ne se faisait plus aujourd'hui », et celle du ministre des Finances, Peer Steinbrück, qui a estimé qu'il fallait « envoyer la cavalerie » contre les « indiens suisses » et a comparé le Luxembourg au Burkina Faso pour ses pratiques en matière de secret bancaire : « Nous ne trouvons pas cela drôle. Nous avons déjà été occupés et avons souffert sous l'occupation allemande. Dieu soit loué, nous ne réglons plus nos problèmes aujourd'hui avec des soldats ».  Il a également critiqué Londres pour ses pratiques fiscales destinées à  attirer les milliardaires étrangers et a estimé que l'Allemagne, jusqu'en 2005, « était le plus grand paradis fiscal européen ».

### Juin
- Mardi 2 juin 2009 : premier cas avéré de grippe H1N1 au Luxembourg sur une personne ayant séjourné récemment aux États-Unis.

### Juillet
- Mercredi 29 juillet 2009 : le groupe sidérurgique ArcelorMittal (No 1 mondial) annonce au second trimestre une perte de 581 millions d'euros pour le troisième consécutif à cause de la chute de la demande en acier de secteurs comme l'automobile et la construction. Les ventes ont chuté de moitié 11,14 milliards d'euros. Les effectifs ont chuté de 20 000 employés sur le premier semestre[1].